# 莫斯科国立法律大学
莫斯科国立库塔芬法律大学（莫斯科国立法律研究院）（缩写）是一所位于俄罗斯联邦首都莫斯科的国立国家预算高等教育科研机构。

## 学校简介

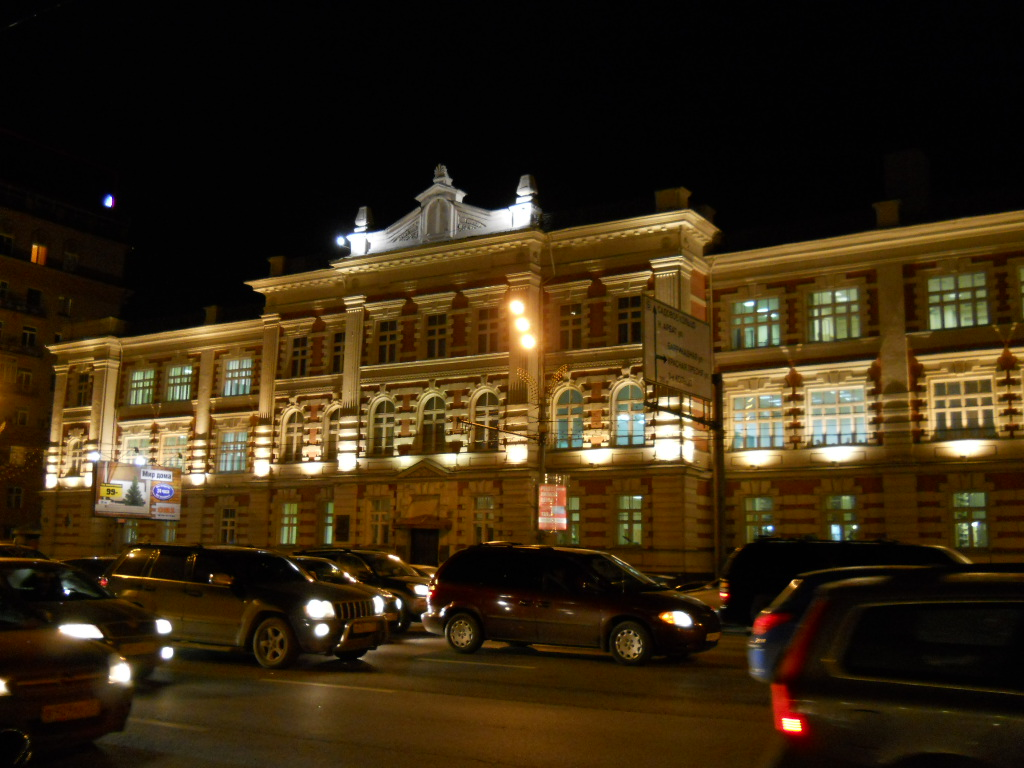
位于库德林花园大街的学校教学楼

莫斯科国立法律大学（莫斯科国立法律研究院）创始于1931年，至今已培养逾十八万各领域的法律专业人士。诸多俄罗斯著名法学家均在此担任过教职，如：俄罗斯联邦总统奖章获得者、俄罗斯法律界协会联合主席、俄罗斯科学院院士奥列格·库塔芬教授；苏联国家奖章获得者弗拉基米尔·库德里亚夫采夫，以及安纳托利·文格洛夫教授、马克·古尔维奇教授、安东·瓦西里耶夫等诸多法律界知名学者。
现今共有14个学院、3个分校、31个教研室，全校有20余个科研方向和流派。共有教师890余人，其中包括1名俄罗斯科学院通讯院士、超过180名全博士（俄制学位）、520余名副博士（俄制学位）、30名俄罗斯联邦功勋法律人士、13名俄罗斯联邦功勋科学活动家、70余名俄罗斯联邦高等教育卓越工作者。

## 学校历史

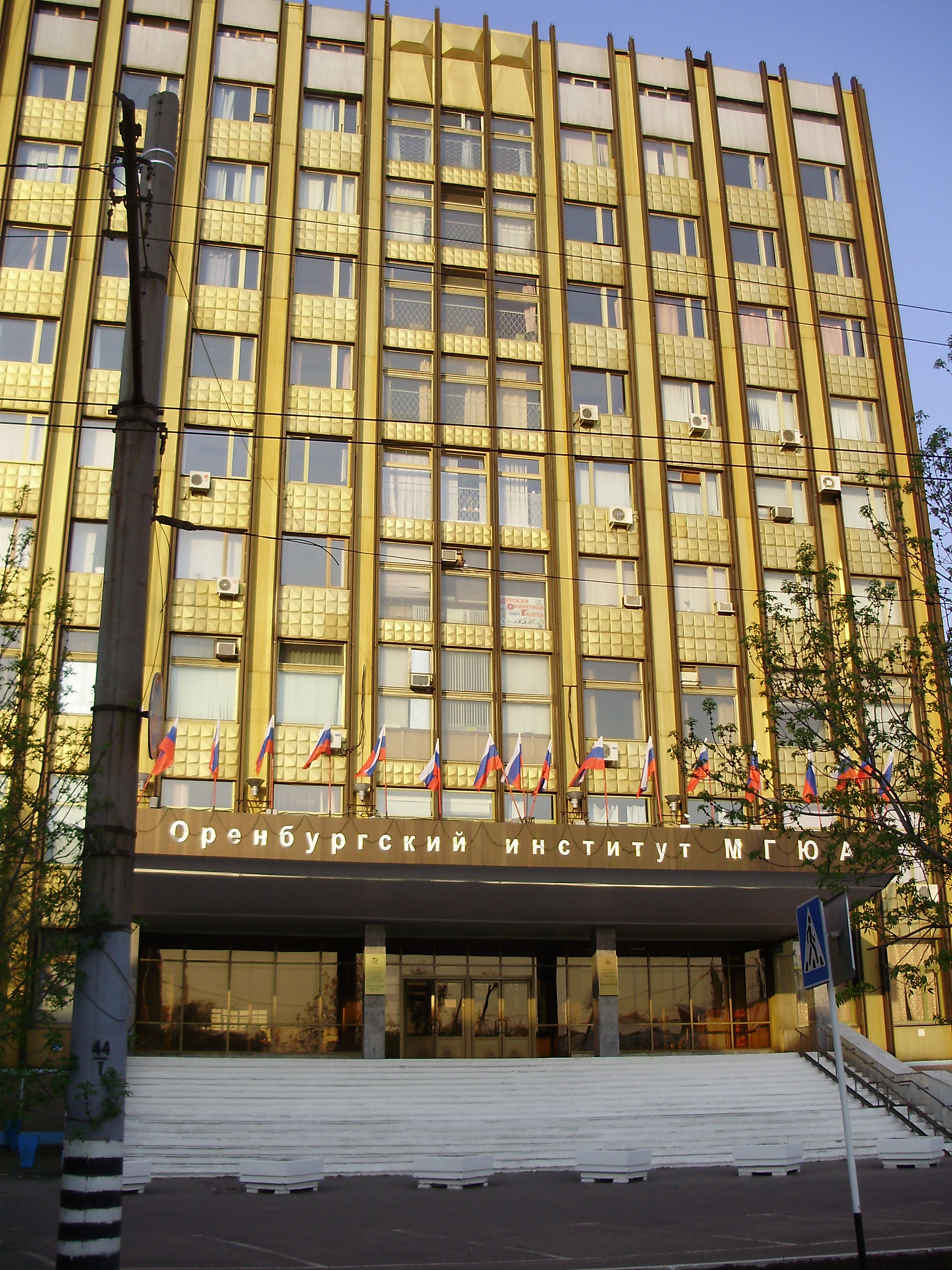
莫斯科国立法律大学奥伦堡分校

1931年，俄罗斯苏维埃联邦社会主义共和国人民司法委员会开办了中央苏维埃法律函授培训班，是为莫斯科国立法律大学之前身；

1933年10月21日，根据俄罗斯苏维埃联邦社会主义共和国人民司法委员会决议，学校更名为俄罗斯苏维埃联邦社会主义共和国人民司法委员会中央苏维埃法律函授学院；
1937年3月29日，根据苏联人民委员会决议，改称全苏法律函授学院（ ），该校成为全苏联最大的法律大学。

1955年，开办夜校部。

1987年，开办日校部。

1990年9月26日，根据苏联部长级会议第974号决议，学校改为莫斯科法律研究院。

1993年10月6日，根据俄罗斯联邦高等教育委员会第245号令，学校改称莫斯科国立法律研究院。

2008年12月23日，根据俄罗斯联邦总统第1814号令，学校加冠曾担任该校21年领导职务的苏联和俄罗斯法学家、俄罗斯科学院院士库塔芬的名字以兹纪念。全称为：国立高等教育机构-库塔芬莫斯科国立法律研究院；
2011年5月16日，根据俄罗斯联邦教育科技部第1625号令，学校更名为联邦国立预算高等教育机构-莫斯科库塔芬国立法律研究院；
2012年10月12日，根据俄罗斯联邦教育科技部第812号令，学校更名为联邦国立预算高等教育机构-莫斯科库塔芬国立法律大学（莫斯科国立法律研究院）。

## 评价
2015年被“.RU”评选为俄罗斯全国最佳法律大学。
2020年QS世界大學排名法律类251-300名,学科位居俄罗斯法律类高校第一名，全俄高校法律系第四名。。

## 知名校友
参见：莫斯科法律大学知名校友

## 国际合作
目前莫斯科国立法律大学和诸多外国高校及国际组织开展了合作，其中包括：欧洲委员会、金砖国家争议解决上海中心、金砖国家争议解决新德里中心、英国伦敦大学玛丽女王学院、中国中国政法大学、华东政法大学、黑龙江大学法学院、河南大学法学院等。

## 教学单位
莫斯科国立法律大学共设以下教研室：
- 律师及公证教研室
- 行政法教研室
- 英语第一教研室
- 英语第二教研室
- 银行法教研室
- 民法教研室
- 民事诉讼和行政诉讼教研室
- 外语教研室 （德语、法语、西班牙语和拉丁语）
- 知识产权法教研室
- 法制史教研室
- 竞争法教研室
- 宪法和市政法教研室
- 侦查学教研室
- 刑事学和犯罪学教研室
- 国际法教研室
- 国际私法教研室
- 执法机构教研室
- 欧盟法教研室
- 法律信息学教研室
- 企业法和公司法教研室
- 运动法教研室
- 司法鉴定教研室
- 法理学教研室
- 劳动和社会保障法教研室
- 刑法教研室
- 刑事诉讼法教研室
- 经济教研室
- 体育教研室
- 哲学和社会经济学教研室
- 生态和自然资源法教研室
- 能源法教研室

## 分校
自全苏法律函授学院起，该校的分校机构一直发生着变化。陆续成立了一些新的分校，不过大多数分校后来都成为了独立的大学。
目前莫斯科国立法律大学有以下分校：
- 奥伦堡学院（分校）（奥伦堡市共青团大街50号），成立于1941年10月20日[4];
- 西北学院（分校）（沃洛格达市和平大街32号），成立于1968年8月1日[5];
- 伏尔加-维亚特卡学院（分校）（主楼位于基洛夫市列宁大街99号， 登记地址为莫斯科大街30号），成立于 1971年[6];